# Семуха, Владимир Иосифович
Владимир Иосифович Семуха (8 февраля 1928, Барановичи — 27 апреля 2021) — белорусский организатор здравоохранения. Заслуженный врач БССР (1980).

## Биография
Окончил Минский медицинский институт (1953). Заведующий отделом медико-профилактической помощи Министерства здравоохранения БССР (1957-1960).
Председатель республиканского комитета Общества Красного Креста  Белорусской ССР (с 1960 до 1989). Заместитель генерального секретаря Международной федерации обществ Красного Креста и Красного Полумесяца (Швейцария, 1970–1975 годы). Член КПСС[когда?].
Весной 1989 года избран народным депутатом СССР  от Союза обществ Красного Креста и Красного Полумесяца СССР, а затем заместителем Председателя Комитета Верховного Совета СССР по охране здоровья народа.
Главный специалист Республиканского комитета Общества Красного Креста Беларуси (1992-1994). Врач-эпидемиолог Минского областного центра гигиены и эпидемиологии с 1994 года.
Скончался 27 апреля 2021 года. В 2023 году отмечали 95 лет со дня рождения Владимира Семухи.